# Scionomia mendica
Scionomia mendica är en fjärilsart som beskrevs av Butler 1879. Scionomia mendica ingår i släktet Scionomia och familjen mätare. Inga underarter finns listade.